# Quỳnh Thuận
Quỳnh Thuận là một xã thuộc huyện Quỳnh Lưu, tỉnh Nghệ An, Việt Nam.
Xã Quỳnh Thuận có diện tích 6,49 km², dân số năm 1999 là 5.530 người, mật độ dân số đạt 852 người/km².